# 松江工業高等專門學校
 松江工業高等專門學校（National Institute of Technology, Matsue College），日本國立高等專門學校之一。

## 簡介
一所位於島根縣的日本國立高等專門學校。簡稱松江高專，創設於1964年。學校現設有5個學科，分別為機械工學科、情報工學科、電氣情報工學科、電子制御工學科、環境･建設工學科

## 教育組織

### 本科（副學士課程）
- 機械工學科
- 情報工學科
- 電氣情報工學科
- 電子制御工學科
- 環境･建設工學科

### 專攻科（學士課程）
- 生産･建設系統工學專攻
- 環境系統工学專攻[2]

## 外部連結
- 松江工業高等專門學校 （页面存档备份，存于）